# گیتان موتو
گیتان موتو (انگلیسی: Gaëtan Mootoo؛ ۲۹ سپتامبر ۱۹۵۲ – ۲۵ مه ۲۰۱۸) سیاست‌مدار اهل موریس بود. موتو در کورپیپ متولد شد و در ۲۵ مه ۲۰۱۸ در پاریس خودکشی کرد. یک فعال حقوق بشر از جمهوری موریس که مسئولیت تحقیقات عفو بین‌الملل در غرب آفریقا را برعهده داشت.

## زندگی‌نامه
موتو از یک خانواده فقیر در کورپیپ آمد، با تلاش خود حرفه معلمی را برگزید و با سازمان‌های اجتماعی در کشورش به فعالیت پرداخت. او از جمله در ۱۹۷۸ با موسسه‌هایی از جمله جنبش فیات، جنبش مسیحیان برای برقراری سوسیالیسم کارکرد. موتو در دانشگاه پاریس ۸ در منطقه سن‌دنی ادبیات فرانسه‌اش را تکمیل کرد و تحصیلاتش را در آموزش علوم به پایان رساند و به غنی کردن تاریخ موریس پرداخت.

## عفو بین‌الملل
بعد از ازدواجش با مارتین پروت در سال ۱۹۸۵ به انسان‌شناسی در CNRS پرداخت و سال ۱۹۸۶ در عفو بین‌الملل استخدام شد، حرفه‌اش پژوهشگری برای این سازمان در غرب آفریقا بود و تا زمان مرگ در این سمت فعالیت داشت. او در تحقیقاتش روی سوء استفاده، ستم، جنایت دولتی و نقض حقوق بشر، شکنجه، برده‌داری، ازدواج اجباری و … در این بخش از جهان مثل چاد، سنگال، گینه، مالی، موریتانی سرمایه‌گذاری کرده بود و به حمایت از مردم فقیر و تحت ستم می‌پرداخت و از آن‌ها دفاع می‌کرد.

## خودکشی
موتو در شب ۲۵ مه ۲۰۱۸ در پاریس خودکشی کرد. براساس یک تحقیق داخلیبه شرایط کاری‌اش اشاره کرده است. در ماه ژوئن ۲۰۱۸ به این منظور طوماری توسط دوستان موتو تهیه و منتشر شد تأیید می‌کند که سازماندهی مجدد سازمان عفو بین‌الملل منجر به اختلال در فعالیت‌ها و محرومیت محققان این سازمان از جمله موضوع گیتان موتو شده بود.